# Yohei Shinada
Yohei Shinada (jap. 品田陽平 Shinada Yohei; ur. 8 października 2002) – japoński zapaśnik walczący w stylu wolnym. Szósty w Pucharze Świata w 2022 roku.